# Conocyema marplatensis
Conocyema marplatensis är en djurart som tillhör fylumet rhombozoer, och som beskrevs av Penschaszadeh och Christiansen 1970. Conocyema marplatensis ingår i släktet Conocyema och familjen Conocyemidae. Inga underarter finns listade i Catalogue of Life.